# Sarcophaga zhouquensis
Sarcophaga zhouquensis är en tvåvingeart som först beskrevs av Ye och Liu 1981.  Sarcophaga zhouquensis ingår i släktet Sarcophaga och familjen köttflugor. Inga underarter finns listade i Catalogue of Life.